# 切爾卡斯基蒂什基
50°7′2″N 36°22′31″E / 50.11722°N 36.37528°E
切爾卡斯基蒂什基（烏克蘭語：Черкаські Тишки）是位於烏克蘭東部的村莊，由哈爾科夫州哈爾科夫區的齊爾庫尼市鎮負責管轄。該村處於哈爾科夫河畔，始建於1656年，面積2.63平方公里，海拔高度107米，2001年人口1,165。